# Карпець Руслан Володимирович
Руслан Володимирович Карпець (16 лютого 1990, с. Духів, Україна — 19 серпня 2020, м. Кременець, Україна) — український військовик.

## Життєпис
Руслан Карпець народився 16 лютого 1990 року в селі Духів Кременецького району Тернопільської области України.
Закінчив Львівське військове училище.
Учасник Революції гідності.
Прийняв добровільне рішення піти на війну. 15 вересня 2014 року під час обстрілів під Дебальцевим на Донеччині йому відірвало руку, роздробило ногу. Від смерті врятував бронежилет, що передав йому священник. Воював у складі 128-ї гірсько-піхотної бригади. Після поранення переніс понад 50 операцій в Україні та за кордоном. Кошти на його лікування збирали небайдужі.
Помер 19 серпня 2020 року в Кременці. Похований в рідному селі Духів Кременецького району на Тернопільщині поряд із батьком.
У нього залишилися мати і двоє сестер.